# Dunkle Sternhyazinthe
Die Dunkle Sternhyazinthe (Chionodoxa sardensis) ist eine Pflanzenart aus der Gattung der Sternhyazinthen (Chionodoxa) in der Familie der Spargelgewächse (Asparagaceae).

## Merkmale
Die Dunkle Sternhyazinthe ist eine ausdauernde krautige Pflanze, die Wuchshöhen von 5 bis 15 (selten bis 40) Zentimeter erreicht. Dieser Geophyt bildet Zwiebeln als Überdauerungsorgane aus. Die 4 bis 12 Blüten sind leuchtend enzianblau, ihre Mitte ist nicht weiß und sie sind schwach nickend. Die Perigonblätter messen 8 bis 10 (selten bis 17) × 2 bis 4 Millimeter und sind auf 30 bis 40 % ihrer Länge miteinander verwachsen. Die Griffel sind 2 bis 3 Millimeter lang.
Die Blütezeit liegt im April, zum Teil beginnt sie schon im März.

## Vorkommen
Die Dunkle Sternhyazinthe kommt in der West-Türkei in Boz-Dagh und Mahmout Dagh bei Izmir in Kiefernwäldern auf feuchten Nordhängen in Höhenlagen von ungefähr 550 Meter vor. In Deutschland gilt sie als in Einbürgerung befindlicher Neophyt.

## Nutzung
Die Dunkle Sternhyazinthe wird zerstreut als Zierpflanze in Gebüschgruppen, Naturgärten und Parks genutzt. Die Art ist ungefähr seit 1887 in Kultur.